# Corin Redgrave
Corin William Redgrave (Londra, 16 luglio 1939 – Londra, 6 aprile 2010) è stato un attore e attivista britannico.

## Biografia
Figlio di Sir Michael Redgrave e di Rachel Kempson, era fratello delle attrici Vanessa e Lynn Redgrave. Attivo al cinema dagli anni sessanta, ha fatto parte di una delle più note e attive famiglie del mondo dello spettacolo. Corin Redgrave è stato anche attivista della Sinistra, come sua sorella Vanessa, ed entrambi furono iscritti al Partito rivoluzionario dei lavoratori del Regno Unito. Si è battuto molto per gli interessi dei Rom della Gran Bretagna.

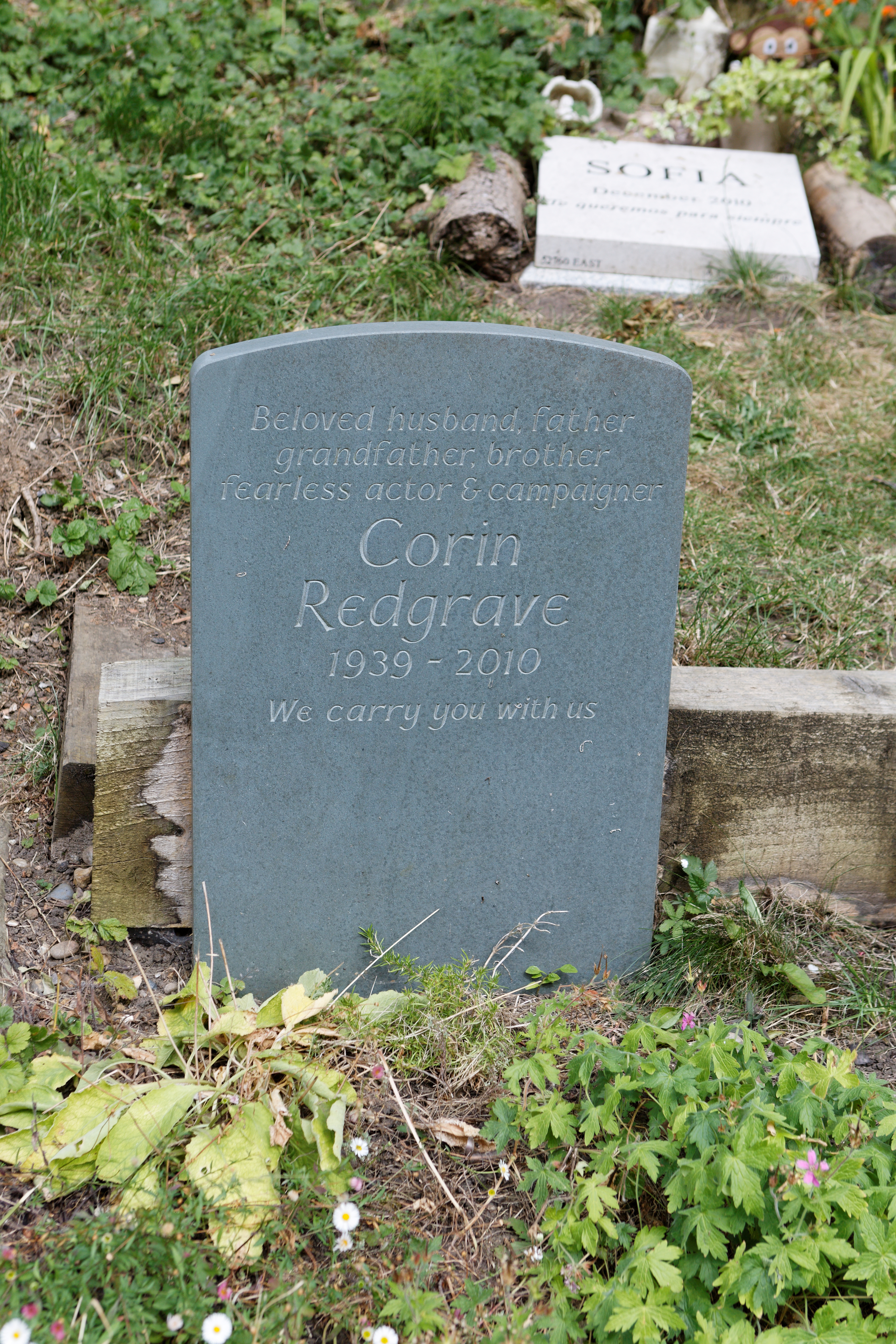
Tomba di Corin Redgrave nel cimitero di Highgate

Morì il 6 aprile 2010 all'età di 70 anni per un tumore alla prostata. Sua sorella Lynn morì un mese dopo per un cancro al seno.

## Filmografia

### Cinema
- Un priore per Scotland Yard (Crooks in Cloisters), regia di Jeremy Summers (1964)
- Sherlock Holmes: notti di terrore (A Study in Terror), regia di James Hill (1965)
- Chiamata per il morto (The Deadly Affair), regia di Sidney Lumet (1966)
- Un uomo per tutte le stagioni (A Man for All Seasons), regia di Fred Zinnemann (1966)
- I seicento di Balaklava (The Charge of the Light Brigade), regia di Tony Richardson (1968)
- La ragazza con la pistola, regia di Mario Monicelli (1968)
- Gioco perverso (The Magus), regia di Guy Green (1968)
- Oh, che bella guerra! (Oh! What a Lovely War), regia di Richard Attenborough (1969)
- Ora zero: operazione oro (When Eight Bells Toll), regia di Étienne Périer (1971)
- Il Barone Rosso (Von Richthofen and Brown), regia di Roger Corman (1971)
- La vacanza, regia di Tinto Brass (1971)
- Between Wars, regia di Mike Thornhill (1974)
- Sérail, regia di Eduardo de Gregorio (1976)
- Excalibur, regia di John Boorman (1981)
- Eureka, regia di Nicolas Roeg (1983)
- The Fool, regia di Christine Edzard (1990)
- Nel nome del padre (In the Name of the Father), regia di Jim Sheridan (1993)
- Quattro matrimoni e un funerale (Four Weddings and a Funeral), regia di Mike Newell (1994)
- Persuasione (Persuasion), regia di Roger Michell (1995)
- England, My England, regia di Tony Palmer (1995)
- The Strange Case of Delphina Potocka or The Mystery of Chopin, regia di Tony Palmer (1999)
- Honest, regia di David A. Stewart (2000)
- La storia di Erika e Klaus Mann (Escape to Life: The Erika and Klaus Mann Story), regia di Wieland Speck, Andrea Weiss (2000)
- Enigma, regia di Michael Apted (2001)
- Gypsy Woman, regia di Sheree Folkson (2001)
- Hypnotica (Doctor Sleep), regia di Nick Willing (2002)
- Uccidere il re (To Kill a King), regia di Mike Barker (2003)
- L'amore fatale (Enduring Love), regia di Roger Michell (2004)
- The Trial of the King Killers, regia di Tim Kirby (2005)
- La rabbia, regia di Louis Nero (2008)
- The Calling, regia di Jan Dunn (2009)
- Glorious 39, regia di Stephen Poliakoff (2009)

### Televisione
- Agente speciale (The Avengers) – serie TV, episodio 3x26 (1964)
- The Big Spender (1965)
- The Gambler – serie TV, 1 episodio (1968)
- Theatre 625 – serie TV, 1 episodio (1968)
- Mystery and Imagination – serie TV, 1 episodio (1968)
- The Tenant of Wildfell Hall – serie TV, 3 episodi (1969)
- Tower of London: The Innocent (1969)
- Canterbury Tales – serie TV, 1 episodio (1969)
- David Copperfield (1969)
- The Wednesday Play – serie TV, 1 episodio (1970)
- Callan – serie TV, 1 episodio (1970)
- Paul Temple – serie TV, 2 episodi (1970)
- Hassan (1971)
- Thick as Thieves (1972)
- Antonio e Cleopatra (Antony and Cleopatra) (1974)
- L'ombre sur la plage (1982)
- Wagner, regia di Tony Palmer – miniserie TV, 2 puntate (1983)
- Performance – serie TV, 2 episodi (1995)
- Dangerfield – serie TV, 1 episodio (1995)
- Circles of Deceit: Dark Secret (1995)
- The Woman in White – film TV (1997)
- The Ice House, regia di Tim Fywell – film TV (1997)
- Ultraviolet – miniserie TV, 2 episodi (1998)
- The Vice – serie TV, 2 episodi (1999)
- Kavanagh QC – serie TV, 1 episodio (1999)
- Sunday – film TV (2002)
- Bertie and Elizabeth (2002)
- The Forsyte Saga – miniserie TV (2002)
- Waking the Dead – serie TV, 1 episodio (2002)
- Shackleton, regia di Charles Sturridge – miniserie TV, 2 puntate (2002)
- Trial & Retribution – serie TV, 5 episodi (1997-2002)
- Shameless – serie TV, 1 episodio (2004)
- Spooks – serie TV, 1 episodio (2004)
- Foyle's War – serie TV, 2 episodi (2003-2004)
- La ragazza nel caffè (The Girl in the Café), regia di David Yates – film TV (2005)
- The Relief of Belsen (2007)
- The Turn of the Screw, regia di Tim Fywell – film TV (2009)

## Doppiatori italiani
Nelle versioni in italiano delle opere in cui ha recitato, Corin Redgrave è stato doppiato da:
- Romano Malaspina in Nel nome del padre, Quattro matrimoni e un funerale
- Massimo Turci in Chiamata per il morto
- Cesare Barbetti in Un uomo per tutte le stagioni
- Luciano De Ambrosis in I seicento di Balaklava
- Gianni Marzocchi in Excalibur
- Michele Kalamera in Enigma